# أبرشية الرومان الكاثوليك في جنوى
أبرشية جنوى (باللاتينية: Archidioecesis Ianuensis) هي كرسي حضري للكنيسة الكاثوليكية في إيطاليا. شيدت في القرن الثالث، ورقيت إلى أبرشية يوم 20 مارس 1133. كانت أبرشية جنوى في عام 1986 متحدة مع أسقفية بوبيو سان كولومبانو مشكلة أبرشية جنوى - بوبيو، ولكنها انقسمت في عام 1989 وعادت إلى أبرشية جنوى.